# Giuseppe del Rosso
Giuseppe del Rosso (Roma, 16 maggio 1760 – Firenze, 22 dicembre 1831) fu un architetto fiorentino, curatore delle fabbriche reali del granduca Leopoldo di Lorena.

## Biografia

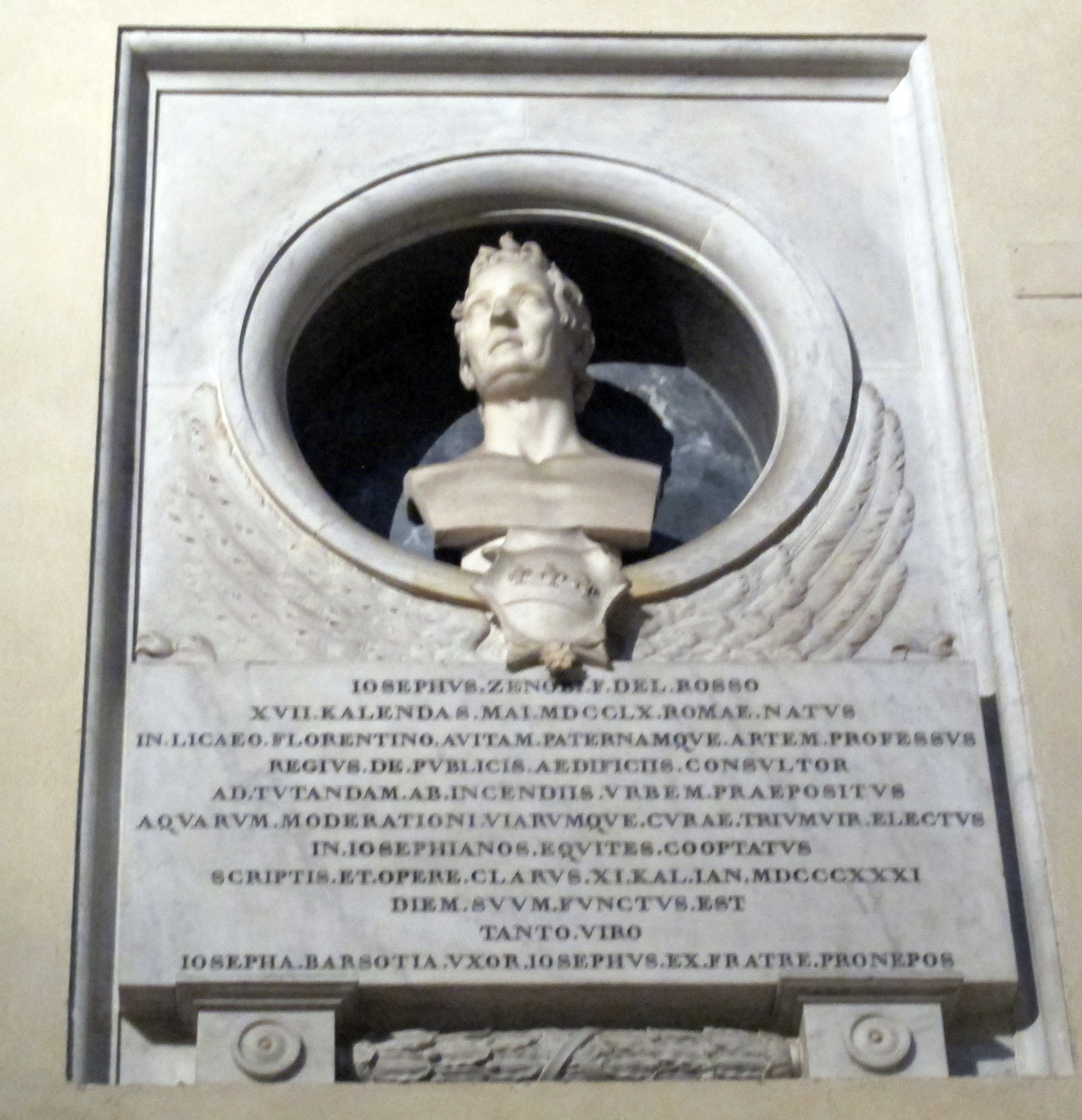
Monumento a Giuseppe del Rosso, Basilica di Santa Maria Novella (navata destra), Firenze, 1830-35.

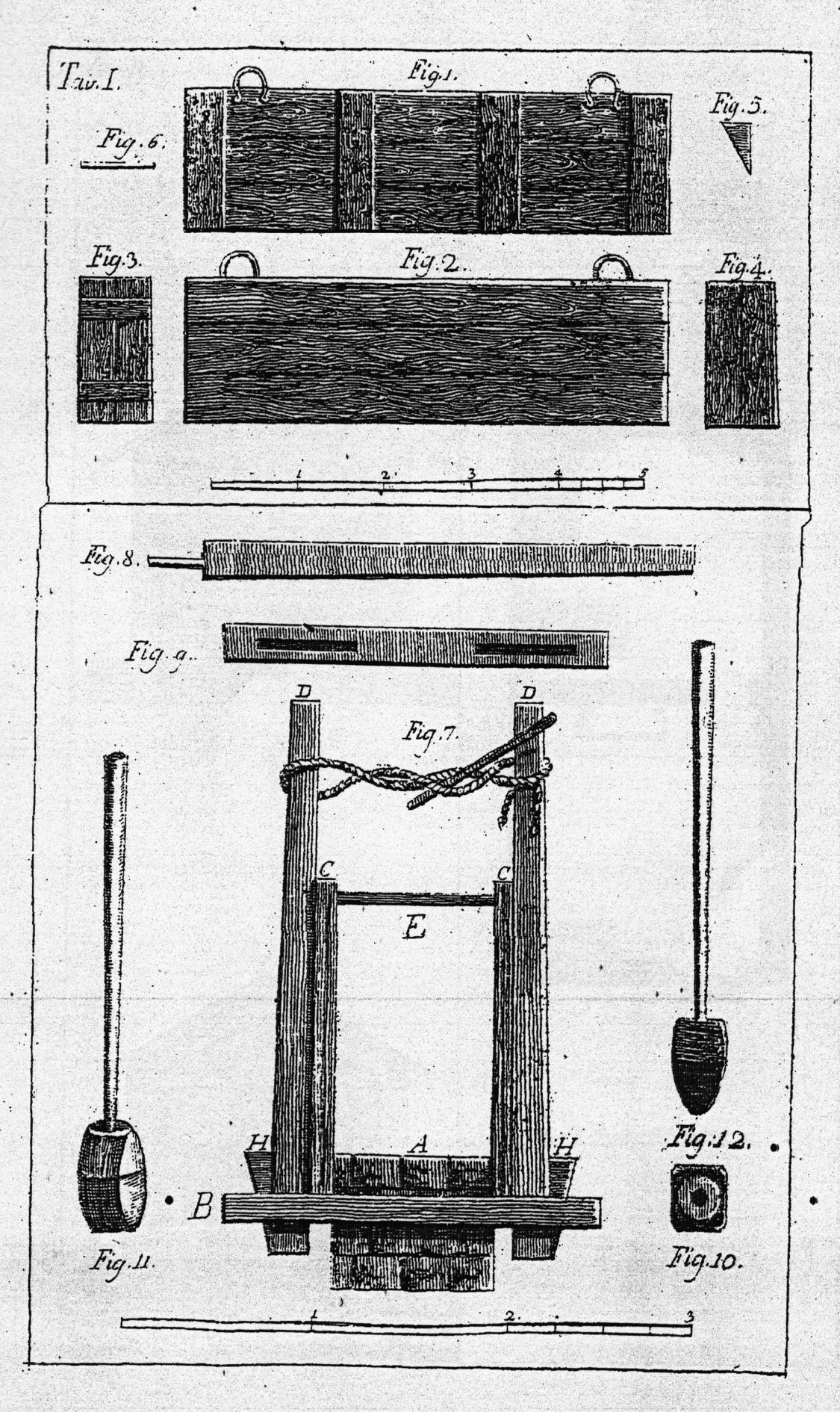
Del Rosso: attrezzatura per la costruzione di muratura in pisé

Figlio di Zanobi del Rosso e nipote di Giuseppe Ignazio del Rosso, entrambi architetti, iniziò la sua formazione nello studio del padre, che lo raccomandò come allievo nello Scrittoio delle Regie Fabbriche e, successivamente, studiò presso la scuola di Gaspare Paoletti.
In questi anni la formazione di Giuseppe Del Rosso attraversa la cultura tardo barocca per giungere al neoclassicismo: i suoi interessi erano volti all'architettura, alla costruzione, al restauro ma anche alla pubblicistica e all'insegnamento.
Nei primi anni della sua attività professionale pubblica il saggio Ricerche sull'architettura egiziana e su ciò che i Greci pare abbiano preso da quella nazione (Firenze: 1787) e l'opuscolo In qual conto si debbano tenere i monumenti di architettura che si osservano nelle medaglie (Firenze: 1809) e si cimenta nei primi progetti di architettura come l'Oratorio di Sant'Onofrio (1793) a Dicomano e il progetto per la facciata della Basilica di Santo Spirito a Firenze (1793). La sua attività spazia dall'insegnamento presso l'Accademia di belle arti di Firenze (1814-1825) a quella di funzionario, in qualità di architetto, del Comune di Firenze prima, e Ingegnere di Acque e Strade del Granducato poi.
Gli anni dell'occupazione francese in Italia lo vedono attivo nella progettazione architettonica (altare maggiore della Basilica di Santa Maria Novella, campanile della Basilica di San Lorenzo, Pia Casa di Lavoro di Montedomini) e nel restauro dei monumenti (Palazzo Vecchio, Chiesa di San Pancrazio a Firenze), grazie anche alla sua formazione sui monumenti antichi nel corso di un soggiorno di studi a Roma. La sua formazione di teorico dell'architettura lo vede cimentarsi negli ambiti più strettamente propri delle teorie architettoniche, ma anche nelle discipline legate all'arte e alla scienza del costruire (meccanica e tecnica delle costruzioni).
In particolare si occupa di architettura rurale e costruzioni in terra cruda e pubblica a distanza di pochi anni due saggi sull'arte di fabbricare case di terra: Pratica ed economia dell'arte di fabbricare: col prezzo, al quale comunemente si vendono i generi che possono abbisognare per qualunque fabbrica (Firenze: Jacopo Grazioli 1789) e Dell'economica costruzione delle case di terra, opuscolo diretto agl'industriosi possidenti e abitatori dell'agro toscano (Firenze: Bouchard 1793). Il complesso degli scritti e del materiale documentario relativo alla sua vita e alla sua attività professionale è conservato presso la Biblioteca Riccardiana di Firenze.
La famiglia si sposta poi in Valdinievole: da Guglielmo, studioso e proprietario per volere dei Lorena dello stabilimento termale Il sorriso alla Salute a Montecatini Terme, nascono Augusto e Arrigo; il minore, divenuto anche lui architetto, è anarchico e anti-monarchico in seguito anti-fascista, lavora con Galileo Chini ed è grande amico di Lorenzo Viani negli anni che il pittore vive a Montecatini, tengono riunioni letterarie e artistiche presso i loro studi posti nello stesso palazzo e rimangono amici fino alla morte di Viani. Arrigo tramanda la passione per il disegno e l'amore per l'arte e la musica al figlio Guglielmo, che è chiamato tutta la vita "Ingegnere", altero e longilineo schivo alle chiacchiere di paese. Muore nel 1996 lasciando l'unica figlia Adriana Eleonora, anche lei architetto, con la quale termina un ramo della famiglia.